# Ángel María Villar
Ángel María Villar Llona (* 21. Januar 1950 in Bilbao, Spanien) ist ein ehemaliger spanischer Fußballnationalspieler. Von 1988 bis 2018 war er Präsident des spanischen Fußballverbandes RFEF.
1992 wurde Villar Mitglied des UEFA-Exekutivkomitees und 1998 Mitglied des FIFA-Exekutivkomitees.
2015 wurde Villar von der FIFA mit einer Strafe von 25.000 Schweizerfranken belegt. Ihm wurde ein Verstoß gegen den Ethik-Code im Zusammenhang mit der Untersuchung der WM-Vergaben an Russland (2018) und Katar (2022) vorgeworfen.
Am 18. Juli 2017 wurde er zusammen mit seinem Sohn im Rahmen eines Antikorruptionseinsatzes in Madrid in Untersuchungshaft genommen. Beiden wird Urkundenfälschung und Unterschlagung vorgeworfen.
Am 24. Juli 2017 eröffnete das oberste Sportgericht Spaniens, das Tribunal Administrativo del Deporte, ein Disziplinarverfahren gegen ihn. Einen Tag später suspendierte ihn der RFEF für ein Jahr, ebenso den RFEF-Vizepräsidenten Juan Padrón. Am 27. Juli 2017 trat Ángel María Villar Llona mit sofortiger Wirkung von seinen Ämtern bei der UEFA zurück.